# کوپهازا
کوپهازا (به مجاری:  Kópháza) یک شهرداری در مجارستان است که در ناحیه شوپرون واقع شده‌است. کوپهازا ۸٫۷۳ کیلومتر مربع مساحت و ۱٬۹۲۶ نفر جمعیت دارد.